# Nguyễn Kim Tuyến
Nguyễn Kim Tuyến (sinh ngày 10 tháng 12 năm 1977) là một nữ chính trị gia người Việt Nam. Bà hiện là đại biểu quốc hội Việt Nam khóa 14 nhiệm kì 2016-2021, thuộc đoàn đại biểu quốc hội tỉnh Tiền Giang, Giám đốc Sở Tài chính tỉnh Tiền Giang, Ủy viên Ủy ban Tài chính, Ngân sách của Quốc hội. Bà đã trúng cử đại biểu Quốc hội năm 2016 ở đơn vị bầu cử số 1, tỉnh Tiền Giang gồm có Cai Lậy và các huyện: Cái Bè, Cai Lậy.

## Xuất thân
Nguyễn Kim Tuyến sinh ngày 10 tháng 12 năm 1977 quê quán ở xã Tân Phú, thị xã Cai Lậy, tỉnh Tiền Giang. 
Bà hiện cư trú ở số 74 đường Ấp Bắc, khu phố 4, phường 10, thành phố Mỹ Tho, tỉnh Tiền Giang.

## Giáo dục
- Giáo dục phổ thông: 12/12
- Đại học Kinh tế chuyên ngành Tài chính – Tín dụng
- Thạc sĩ Kinh tế chuyên ngành Ngân hàng
- Cao cấp lí luận chính trị

## Sự nghiệp
Bà gia nhập Đảng Cộng sản Việt Nam vào ngày 3/2/2007.
Khi ứng cử đại biểu Quốc hội Việt Nam khóa 14 vào tháng 5 năm 2016 bà đang là Đảng ủy viên, Phó Giám đốc Sở Tài chính tỉnh Tiền Giang, làm việc ở Sở Tài chính tỉnh Tiền Giang, đang học Cao cấp lí luận chính trị.
Bà đã trúng cử đại biểu quốc hội năm 2016 ở đơn vị bầu cử số 1, tỉnh Tiền Giang gồm có Cai Lậy và các huyện: Cái Bè, Cai Lậy, được 333.520 phiếu, đạt tỷ lệ 64,85% số phiếu hợp lệ.
Bà hiện là Giám đốc Sở Tài chính tỉnh Tiền Giang, Ủy viên Ủy ban Tài chính, Ngân sách của Quốc hội.
Bà đang làm việc ở Sở Tài chính tỉnh Tiền Giang.